# 凯瑟琳·毕晓普
凯瑟琳·毕晓普（英語：Catherine Bishop，1971年11月22日—），英国女子赛艇运动员。她曾代表英国参加1996年、2000年和2004年夏季奥林匹克运动会赛艇比赛，其中2004年奥运会获得一枚银牌。